# Nashville, Ohio
Nashville là một làng thuộc quận Holmes, tiểu bang Ohio, Hoa Kỳ. Năm 2010, dân số của làng này là 197 người.

## Dân số
- Dân số năm 2000: 172 người.
- Dân số năm 2010: 197 người.